# 臺灣擬白帶尖胸沫蟬
臺灣擬白帶尖胸沫蟬（学名：Aphrophora taiwana）为尖胸沫蟬科尖胸沫蟬屬下的一个种。